# Soldatović
Soldatović je priimek več znanih ljudi:
- Stojadin Soldatović (*1915), srbski general
- Zijah Soldatović (*1950), bosanski igralec in pedagog